# Светско првенство у даљинском пливању 2015 — 5 км за жене
Пливачки маратон на 5 километара за жене у оквиру Светског првенства у воденим спортовима 2015. одржан је 25. јула на пливалишту на реци Казањки у Казању (Русија).
За такмичење је била пријављена 41 такмичарка из 29 земаља, а три девојке нису стартовале. Титулу из 2013. са успехом је одбранила Американка Хејли Андерсон. Сребрну медаљу освојила је такмичарка из Грчке Калиопи Араузу, док је бронза отишла за Немицу Финију Вунрам.

## Освајачи медаља
|                      | Резултат |                      | Резултат |                     | Резултат |
|                      |          |                      |          |                     |          |
| Хејли Андерсон (САД) | 58:48,4  | Калиопи Араузу (ГРЧ) | 58:49,8  | Финија Вунрам (НЕМ) | 58:51,0  |

## Земље учеснице
Укупно 29 земаља је пријавило своје учешће у овој дисциплини, односно учествовала је укупно 41 такмичарка. Свака држава може да пријави максимално два такмичара по дисциплини.
| - Аргентина (1) - Аустралија (2) - Бразил (2) - Боливија (1) - Велика Британија (1) - Гватемала (1) - Грчка (1) - Еквадор (1) | - Индонезија (1) - Италија (2) - Јужна Африка (2) - Казахстан (1) - Канада (2) - Кина (2) - Костарика (1) | - Мађарска (2) - Малезија (1) - Мексико (2) - Немачка (1) - Русија (2) - Салвадор (1) - САД (2) | - Словенија (1) - Холандија (1) - Хонгконг (2) - Хрватска (1) - Чешка (1) - Шведска (1) - Шпанија (2) |

## Резултати
| Пласман | Пливач                  | Држава           | Резултат        |
| ------- | ----------------------- | ---------------- | --------------- |
|         | Хејли Андерсон          | САД              | 58:48,4         |
| 2       | Калиопи Араузу          | Грчка            | 58:49,2         |
| 3       | Финија Вунрам           | Немачка          | 58:51,0         |
| 04.     | Шарон ван Рувендал      | Холандија        | 58:55,5         |
| 05.     | Џесика Вокер            | Аустралија       | 59:09,9         |
| 06.     | Ешли Твикел             | САД              | 59:10,0         |
| 07.     | Мелиса Горман           | Аустралија       | 59:12,7         |
| 08.     | Анастасија Крапивина    | Русија           | 59:12,7         |
| 09.     | Аријана Бриди           | Италија          | 59:12,9         |
| 10.     | Ерика Виљаесија Гарсија | Шпанија          | 59:15,0         |
| 11.     | Мартина Грималди        | Италија          | 59:16,0         |
| 12.     | Ева Ристов              | Мађарска         | 59:16,1         |
| 13.     | Ана Олас                | Мађарска         | 59:16,5         |
| 14.     | Анастасија Азарова      | Русија           | 59:19,8         |
| 15.     | Бетина Лорсхејтер       | Бразил           | 59:57,8         |
| 16.     | Шпела Перше             | Словенија        | 59:59,7         |
| 17.     | Каролина Билич          | Бразил           | 1:00:07,2       |
| 18.     | Алена Бенешова          | Чешка            | 1:00:50,3       |
| 19.     | Саманта Хардинг         | Канада           | 1:00:50,3       |
| 20.     | Фанг Јенћао             | Кина             | 1:00:51,7       |
| 21.     | Хејди Ган               | Малезија         | 1:00:52,1       |
| 22.     | Џејд Дусаблон           | Канада           | 1:00:52,7       |
| 23.     | Алис Диаринг            | Велика Британија | 1:00:53,3       |
| 24.     | Марија Вилас            | Шпанија          | 1:00:53,6       |
| 25.     | Натали Калдас           | Еквадор          | 1:01:10,2       |
| 26.     | Њу Сјаосјао             | Кина             | 1:03:50,4       |
| 27.     | Кармен Леру             | Јужна Африка     | 1:04:06,3       |
| 28.     | Мајте Кано              | Мексико          | 1:04:25,7       |
| 29.     | Мелиса Виљасењор        | Мексико          | 1:04:40,3       |
| 30.     | Елен Олсон              | Шведска          | 1:04:47,1       |
| 31.     | Фатима Флорес           | Шпанија          | 1:04:49,4       |
| 32.     | Кларис Леру             | Јужна Африка     | 1:05:50,8       |
| 33.     | Тоскано Синди           | Гватемала        | 1:06:19,2       |
| 34.     | Лок Хој Ман             | Хонгконг         | 1:09:10,0       |
| 35.     | Квок Чо Јиу             | Хонгконг         | 1:09:18,7       |
| 36.     | Ангелика Асторга        | Костарика        | 1:09:19,7       |
| 37.     | Марија Иванова          | Казахстан        | 1:09:22,8       |
| 38.     | Алондра Кастиљо         | Боливија         | 1:10:27,4       |
| ×       | Хулија Арино            | Аргентина        | Није стартовала |
| ×       | Раина Рамдхани          | Индонезија       | Није стартовала |
| ×       | Карла Шитић             | Хрватска         | Није стартовала |